# Brossard
Brossard är en stad (kommun av typen ville) i provinsen Québec i Kanada. Den ligger i regionen Montérégie, i den sydöstra delen av landet, 170 km öster om huvudstaden Ottawa.